# Lotário II da Lotaríngia

Território de Lotário II em 855

Território de Lotário II em 863

Lotário II da Lotaríngia (835 — 8 de agosto de 869) foi rei da Lotaríngia. Foi o segundo filho de Lotário I e Ermengarda de Tours, filha de Boso o antigo.

## Biografia
Após a morte do pai, em 855, o reino foi dividido em três partes e ele recebeu um território a oeste do Reno, nas proximidades do norte da Borgonha. Este território ficou conhecido como o reino de Lotário, depois, no inicio do séc X, como Lotaríngia ou Lorena (esta designação somente seria aplicada posteriormente ao ducado da Lorena). Seu irmão mais velho Luís II da Germânia recebeu a Itália do Norte e o título de Imperador do Ocidente e Carlos da Provença, o mais novo, recebeu as partes ocidentais dos domínios do seu pai, da Borgonha e da Provença.
Em 859, Lotário II assina com o irmão Carlos, um tratado, onde é é reconhecido como herdeiro daqueles domínios e quando morre Carlos, em 863, Lotário impõe a sua suserania sobre os condados de Lião, Vivarais e Viena. A Provença escapa-lha em benefício ao irmão Luis II, o Jovem, Imperador de Ocidente e rei da Itália.
Anos antes, em 855, Lotário casou-se com Teuberga, filha de Bosão de Valois, conde de Valois e como esta não lhe dava um filho (sucessor), ele a repudia, a expulsa e com a sustentação de seu irmão, o imperador Louis II - por uma cessão das terras - e o consentimento do clero local e a aprovação do Sínodo de Aachen, ocorrido em 28 de Abril do 862, conseguiu  o divórcio e pode casar-se com Valdrada, em 862.
Entretanto, Huberto de Arles (c. 830 - 864 ou 866), irmão da rainha e abade de São Maurício, intervêm junto ao papa Nicolau I. este convoca o Sínodo de Metz, em Junho de 863, todavia, os legados papais, subornados por Lotário, confirmam as decisões de Aachen e condenam Teutberga (embora ausente).
O pontífice então convoca o Sínodo de Latrão, em outubro de 863, onde são condenados e destituídos os bispos Gunter da Colônia e Tietgaldo de Tréveris, por sua conduta no Sínodo de Metz e ainda João da Ravena e Hagano de Bergamo. Os irmãos Luís II e Lotário em desafio às decisões de Nicolau e em defesa dos bispos, avançam com seus exércitos e sitiam Roma. Durante dois dias ficou Nicolau confinado em sua sede, não obstante. Logo a seguir, e sem nada conseguir, Lorário se reconcilia com o papa Nicolau. Logo que Lotário soube da morte de Nicolau I, enviou à Roma, o bispo Avêncio de Metz, para levar uma carta ao novo Papa Adriano II (867-872), onde solicita a absolvição de Valdrada e pouco depois, para pedir a anulação definitiva do casamento envia a própria Teutberga. Todavia, em Roma, é ela própria quem solicita a separação, por vontade sua. O pontífice todavia faz-se irredutível e pouco depois é o próprio Lotário quem vai à Roma não obteve o sucesso pretendido e na viagem de volta, enfermo e acometido de febre ele morre, em agosto de 869, na região de Placência.
Os filhos do segundo casamento com Valdrada, são considerados bastados e a sua herança deveria retornar ao irmão Luis II, o único que lhe sobreviveu. Entretanto, este último ocupou-se em combater os muçulmanos em Benevento, então seu reino é finalmente compartilhado entre os tios Luís o Germânico e Carlos o Calvo no Tratado de Mersen em 870.

## Genealogia
Lotário II da Lotaríngia - Nascido em 825 e morto em 8 de agosto de 869.
```
   ┌─ 
Luís o Pio
 (
778
-† 
840
), 
Imperador do Ocidente
 (
814
-
840
).
   │
   ┌─ 
Lotário I
 (
795
-† 
855
), 
Imperador do Ocidente
 (
840
-
855
).
┌─ └─ 
Ermengarda de Hesbaye
 (
780
-† 
818
). Filha de 
Robert Cancor
 conde de 
Hesbaye
.
│
├Lotário II da Lotaríngia (855-869)
│
│  ┌─ X
└─ ├
Ermengarda de Tours
 (?-† 
851
).
   └─ X
```

```
Lotário II da Lotaríngia
 1) esp 
Teutberga
. Filha de 
Bosão de Valois
, conde de Valois (
Dinastia
 dos 
Bosonidas
)

 2) esp 
Valdrada de Harcourt
 filha de 
Liudolfo I de Harcourt
 e de 
Edviges de Friul
.
 │
 ├─De 2
(1)
 
Hugo
 (?-† 
895
), Duque da Alsácia (855-895).
 ├─De 2
(2)
 
Gisele
 (865-908), esposa de Godofredo (Chefe Normando), 
Duque da Frísia
.
 ├─De 2
(3)
 
Ermengarda

 │
 └─De 2
(4)
 
Berta
(c.863-925).
   1) esp 
Teobaldo de Arles
, conde de Arles (879-895), irmão de Teutberga (
Dinastia
 dos 
Bosonidas
)

   2) esp 
Adalberto II da Toscânia
```